# Trevor (film)
Pour les articles homonymes, voir Trevor.
Pour plus de détails, voir Fiche technique et Distribution.
Trevor est un film de court métrage américain réalisé par Peggy Rajski, et sorti en 1994.
Il a remporté l'Oscar du meilleur court métrage en prises de vues réelles en 1995, et a inspiré la création en 1998 de The Trevor Project, un organisme destiné à la prévention du suicide chez les jeunes.

## Synopsis
Trevor, un jeune garçon de 13 ans, est rejeté en raison de ses tendances homosexuelles. Il fait une tentative de suicide, mais une aide inattendue lui apparaît.

## Fiche technique
- Réalisation : Peggy Rajski
- Scénario : Celeste Lecesne
- Image : Marc Reshovsky
- Musique : Danny Troob
- Montage :  John Tintori
- Durée : 23 minutes

## Distribution
- Brett Barsky : Trevor
- Judy Kain : mère de Trevor
- John Lizzi : père de Trevor
- Jonah Rooney : Pinky Farraday
- Stephen Tobolowsky : frère Jon
- Cory M. Miller : Jack
- Allen Dorane : Walter Stiltman
- Lindsay Pomerantz : Cathy Quinn
- Alicia Anderson : Mary Zapatelli

## Nominations et récompenses
- Oscar du meilleur court métrage en prises de vues réelles en 1995[2], ex aequo avec Franz Kafka's It's a Wonderful Life de Peter Capaldi
- Meilleur court-métrage au Festival du film de Berlin